# 1510년대
1510년대는 1510년부터 1519년까지를 가리킨다.

## 사건과 동향
- 1510년 - 삼포 왜란이 일어남.